# Caroline Langrishe
Caroline Langrishe (* 10. Januar 1958 in Marylebone, London, England) ist eine britische Schauspielerin.

## Leben
Langrishe wurde am 10. Januar 1958 im Londoner Stadtteil Marylebone geboren. Sie ist die Tochter von Patrick Nicholas Langrishe TD (1932–2022), of The Manor House, Sellindge, Kent, Lieutenant der 11th Hussars, später Major in Leicestershire and Derbyshire Yeomanry und Penelope Jill, Tochter des Royal Navy Lieutenant-Commander Kenneth Horley. Sie ist eine Nichte von Sir Hercules Ralph Hume Langrishe, 7th Baronet (1927–1998). Vom 15. November 1984 bis ins Jahr 1995 war sie mit dem britischen Schauspieler Patrick Drury (* 1945) verheiratet. Die beiden sind Eltern von zwei gemeinsamen Kindern.
Seit Mitte der 1970er Jahre ist Langrishe  als Fernsehschauspielerin tätig. Die weibliche Hauptrolle stellte sie 1979 im Western Adlerflügel dar. Wiederkehrende Fernsehrollen hatte sie 1982 in Q.E.D., von 1988 bis 1989 in der Fernsehserie The Return of Shelley, 1990 in der Fernsehserie Chancer, von 1993 bis 1994 in der Fernsehserie Lovejoy, von 1999 bis 2000 in der Fernsehserie Brotherly Love, von 2001 bis einschließlich 2007 in Judge John Deed, ab demselben Jahr bis 2008 in der Fernsehserie Casualty oder auch 2010 in der Fernsehserie Doctors inne. 2020 hatte sie mit der Rolle der Jasmine „Jas“ Welker eine der Hauptrollen in der Horrorkomödie Tremors: Shrieker Island inne.

## Filmografie (Auswahl)
- 1976: The Glittering Prizes (Miniserie, 3 Episoden)
- 1976: The Brothers (Fernsehserie, Episode 7x03)
- 1976: Victorian Scandals (Fernsehserie, Episode 1x06)
- 1977: Just William (Fernsehserie, Episode 1x03)
- 1977: Romance (Fernsehserie, Episode 1x06)
- 1977: Inferno 2000 (Holocaust 2000)
- 1977: Anna Karenina (Miniserie, 9 Episoden)
- 1978: Die Schlemmer-Orgie (Who Is Killing the Great Chefs of Europe?)
- 1978: Die Sturmhöhe (Wuthering Heights, Miniserie, 3 Episoden)
- 1978: Die Elenden (Les Miserables, Fernsehfilm)
- 1979: Adlerflügel (Eagle’s wing)
- 1979–1982: Play for Today (Fernsehserie, 3 Episoden, verschiedene Rollen)
- 1980: Death Watch – Der gekaufte Tod (La mort en direct)
- 1980: Gefrier-Schocker (Hammer House of Horror, Fernsehserie, Episode 1x10)
- 1981: Seconds Out (Fernsehserie, Episode 1x04)
- 1981: Die unglaublichen Geschichten von Roald Dahl (Tales of the Unexpected, Fernsehserie, Episode 4x06)
- 1982: Q.E.D. (Fernsehserie, 5 Episoden)
- 1983: Shakespeare Lives! (Fernsehserie)
- 1983: Number 10 (Miniserie, Episode 1x07)
- 1984: Sharing Time (Fernsehserie, Episode 1x07)
- 1984: Erben der Liebe (Mistral's Daughter, Miniserie, 3 Episoden)
- 1984: Der Aufpasser (Minder, Fernsehserie, Episode 5x08)
- 1984: Charles Dickens’ Weihnachtsgeschichte (A Christmas Carol, Fernsehfilm)
- 1986: Mord mit verteilten Rollen (Dead Man’s Folly, Fernsehfilm)
- 1986: Love and Marriage (Fernsehserie, Episode 2x05)
- 1987: Fortunes of War (Miniserie, 3 Episoden)
- 1987: Pulaski (Fernsehserie, 8 Episoden, verschiedene Rollen)
- 1988: Hawks – Die Falken (Hawks)
- 1988: Twelfth Night, or What You Will (Fernsehfilm)
- 1988–1989: The Return of Shelley (Fernsehserie, 14 Episoden)
- 1989: Boon (Fernsehserie, Episode 3x13)
- 1990: Chancer (Fernsehserie, 13 Episoden)
- 1990: The Bill (Fernsehserie, Episode 6x45)
- 1991: Agatha Christie’s Poirot (Fernsehserie, Episode 3x08)
- 1991: Trainer (Fernsehserie, Episode 1x10)
- 1993: Cluedo (Fernsehserie, Episode 4x03)
- 1993: An Exchange of Fire (Fernsehserie, 2 Episoden)
- 1993–1994: Lovejoy (Fernsehserie, 22 Episoden)
- 1993; 1998: Peak Practice (Fernsehserie, 2 Episoden, verschiedene Rollen)
- 1994: Noel’s House Party (Fernsehserie, Episode 4x05)
- 1996: Crimetime – Das Auge des Verbrechens (Crimetime)
- 1996–1997: Die Scharfschützen (Sharpe, Fernsehserie, 2 Episoden)
- 1997: Embassy (Fernsehfilm)
- 1997: Bombay Blue (Miniserie, Episode 1x03)
- 1998: Mosley (Fernsehserie, Episode 1x02)
- 1998: Parting Shots
- 1998: Heartbeat (Fernsehserie, Episode 8x16)
- 1999: Cleopatra (Fernsehserie, 2 Episoden)
- 1999: Das schnelle Geld – Die Nick-Leeson-Story (Rogue Trader)
- 1999: Taggart (Fernsehserie, Episode 16x02)
- 1999–2000: Brotherly Love (Fernsehserie, 7 Episoden)
- 2000: Justice in Wonderland (Fernsehfilm)
- 2000: Newborn (Fernsehfilm)
- 2000: Brand Spanking New Show (Fernsehserie, Episode 1x07)
- 2000: Pietà (Kurzfilm)
- 2001–2007: Judge John Deed (Fernsehserie, 21 Episoden)
- 2002: As If (Fernsehserie, 2 Episoden)
- 2004: The Afternoon Play (Fernsehserie, Episode 2x02)
- 2005: Kisna – Im Feuer der Liebe (Kisna: The Warrior Poet)
- 2005: Mythos Ägypten (Egypt, Miniserie, 2 Episoden)
- 2006: Tripping Over (Miniserie, 2 Episoden)
- 2007–2008: Casualty (Fernsehserie, 28 Episoden)
- 2009: Memorabilis (Kurzfilm)
- 2010: Doctors (Fernsehserie, 14 Episoden)
- 2010: Pete Versus Life (Fernsehserie, Episode 1x03)
- 2010; 2017: Inspector Barnaby (Midsomer Murders, Fernsehserie, 2 Episoden, verschiedene Rollen)
- 2011: Love’s Kitchen – Ein Dessert zum Verlieben (Love’s Kitchen)
- 2011: Outnumbered (Fernsehserie, Episode 4x04)
- 2011: The Case (Miniserie, 5 Episoden)
- 2011: Hollyoaks (Fernsehserie, 2 Episoden)
- 2011: David Rose (Kurzfilm)
- 2012: A Second Son
- 2013: Death in Paradise (Fernsehserie, Episode 2x02)
- 2014: Bonobo
- 2014: Plastic – Someone Always Pays (Plastic)
- 2014–2022: Agatha Raisin (Fernsehserie, 3 Episoden)
- 2015: Aleeza and Harriet (Kurzfilm)
- 2019: A Confession (Miniserie, Episode 1x04)
- 2019: Messalina’s Offer
- 2020: Tremors: Shrieker Island
- 2020: The Christmas Ball (Fernsehfilm)
- 2021: Boxing Day
- 2025: Cope (Kurzfilm)

## Synchronisationen (Auswahl)
- 2012: Doctor Who: The Monthly Adventures (Podcast, Episode 13x10)
- 2014: Blake’s 7: The Classic Adventures (Podcast, Episode 1x05)
- 2014: Survivors (Podcast, Episode 1x01)
- 2015: Doctor Who: Doom Coalition (Podcast, 2 Episoden)